# (3974) Verveer
(3974) Verveer es un asteroide perteneciente al cinturón de asteroides, descubierto el 28 de marzo de 1982 por Edward Bowell desde la Estación Anderson Mesa (condado de Coconino, cerca de Flagstaff, Arizona, Estados Unidos).

## Designación y nombre
Designado provisionalmente como 1982 FS. Fue nombrado Verveer en honor a "Arie Verveer" miembro del equipo del Observatorio de Perth.